# دوري كرة القدم الأمريكية 1947–48
دوري كرة القدم الأمريكية 1947–48 هو موسم من دوري كرة القدم الأمريكية ‏. فاز فيه Uhrik Truckers ‏.